# Vianen (Brabant-Septentrional)
Pour les articles homonymes, voir Vianen.
Vianen est un village néerlandais de la commune de Cuijk dans le nord-est de la province du Brabant-Septentrional. Le 1er janvier 2005, Vianen compte 1248 habitants.

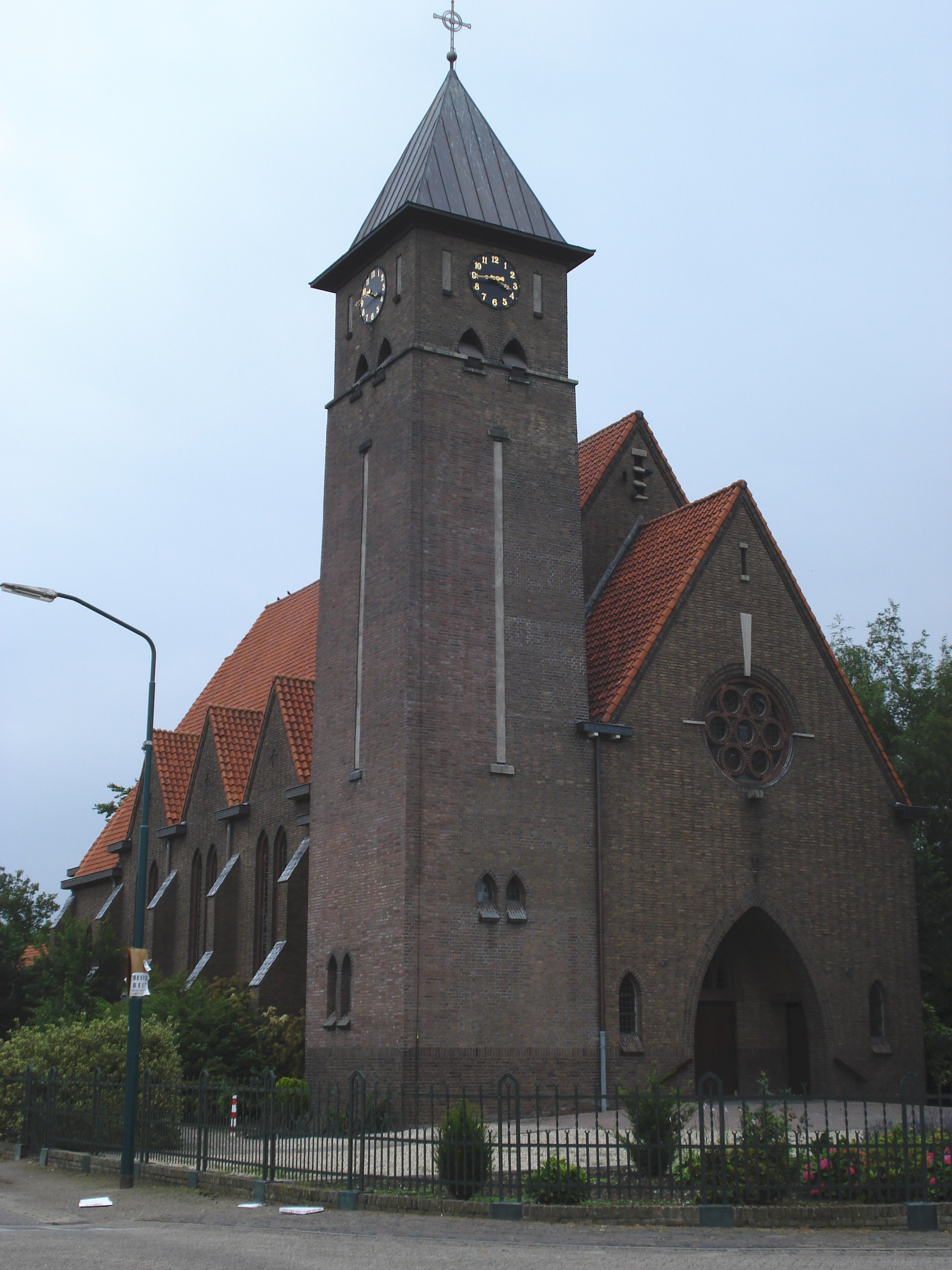
Vianen, l'église Saint Sébastien

## Colonie
Vers 1770, les Domaines d'État ont mis en vente des terres pauvres de landes et de bruyères, et ont donné aux régents de Cuijk le droit de lotissement. Les lots étaient destinés aux pauvres qui les recevaient en propriété contre un payement avec l'obligation de construire et de défricher. Le gros village de Cuijk était chargé de l'entretien des chemins et du système de drainage à Vianen.
Cette colonisation a provoqué la formation du hameau, puis du village de Vianen, inclus dans l'ancienne commune de Cuijk en Sint Agatha, absorbée depuis 1994 par la commune de Cuijk.

## Paroisse
Vianen tombait sous la paroisse de Cuijk. En 1867 Vianen ouvre une école, qui après un temps de fermeture ouvrira de nouveau en 1928 malgré les protestations du clergé de Cuijk. À la suite de cette altercation un riche habitant de Cuijk aide le village Vianen avec la construction de l'église de Saint Antoine de Padoue pour devenir en 1930 paroisse indépendante et la commune donne l'école à la jeune paroisse, qui compte alors environ 600 habitants.

## Sens communautaire
L'ère moderne a changé le caractère de ce village agricole en village industriel et artisanal, mais le sens communautaire y est resté toujours fort, comme le montre l'existence de la guilde des Archers de Saint Sébastien. Cette guilde est une continuation de celle du hameau voisin de Heeswijk qui ne s'est pas développé. La guilde a dû avoir un rôle important dans la défense des habitations de Heeswijk dans les XVIe-XVIIe – XVIIIe siècle mais a aujourd'hui une fonction folklorique. La guilde de Vianen s'enorgueillit d'exister depuis le Ve siècle, antérieure même à celle de Cuijk et antérieure aussi à la naissance du village.